# Штадтільм
Штадтільм (нім. Stadtilm) — місто в Німеччині, розташоване в землі Тюрингія. Входить до складу району Ільм.
Площа — 17,27 км2. Населення становить 8311 ос. (станом на 31 грудня 2021).